# Shashi Deshpande
Shashi Deshpande, née en 1938, est une romancière indienne, écrivant en langue anglaise.

## Biographie
Elle naît le 19 août 1938 à Dharwad, dans l’État de Karnataka, et est la deuxième fille d’un dramaturge et écrivain  de langue kannada. Elle  effectue des études à Bombay et Bangalore, en économie et en droit. A Bombay, elle étudie le journalisme à la Vidya Bhavan et travaille pendant quelques mois comme journaliste pour un magazine, Onlooker.
Elle publie son premier recueil de nouvelles en 1978 et son premier roman, The Dark Holds No Terror, en 1980. Elle remporte le Sahitya Akademi Award pour le roman That Long Silence en 1990 et se voit remettre la Padma Shri en 2009. Son roman Shadow Play est nommé pour le Prix littéraire hindou en 2014.
Elle a écrit quatre livres pour enfants, un certain nombre de nouvelles et neuf romans, ainsi que plusieurs essais. La condition féminine dans la classe moyenne indienne est une thématique que l’on retrouve en arrière-plan de la plupart de ses œuvres, ses héroïnes évoluant entre tradition et modernité, et étant souvent conscientes d'être victimes de discrimination sexuelle. Bien que parlant le marathi, la langue de sa mère, et le kannada, langue de son père, elle choisit d’écrire en anglais, et a étudié dans plusieurs de ses essais, le rôle de cette langue dans la littérature indienne contemporaine,,,.
Le 9 octobre 2015, elle démissionne de son poste au conseil de l'Académie de Sahitya et rend son Sahitya Akademi Award. Ce faisant, elle se joint à une protestation plus large d'autres écrivains contre l'inaction et le silence perçus de cette académie sur le meurtre, sans doute par une organisation hindouiste radicale, de Malleshappa Madivalappa Kalburgi, un universitaire connu pour son « rationalisme »,. Le 6 décembre 2018, lors de son discours inaugural de la neuvième édition du Goa Arts and Literature Festival (en) (GALF), elle exhorte les Indiens à réfléchir aux conséquences de l’extrémisme hindou, et rappelle aux personnes présentes la violence et le carnage causés par la partition indo-pakistanaise.